# Mae Muller
Holly Mae Muller, née le 26 août 1997, est une autrice-compositrice-interprète britannique. Elle represente le Royaume-Uni au Concours Eurovision de la chanson 2023 à domicile à Liverpool, avec sa chanson  I Wrote a Song.

## Jeunesse
Holly Mae Muller naît le 26 août 1997, et est élevée dans une famille juive de Kentish Town, à Londres, par ses parents, Matt Muller et Nicola Jackson. Elle a un frère jumeau, Sam. Son grand-père est un enfant survivant de la Shoah qui a réussi à s'échapper d'Allemagne pour rejoindre la Grande-Bretagne à l'âge de 12 ans, puis a déménagé au Pays de Galles,.
Mae Muller commence à écrire sa propre musique à l'âge de huit ans. Elle fréquente le Fine Arts College de Belsize Park, au nord de Londres. En 2007, elle apparaît dans le clip de Grace Kelly de Mika, réalisé par sa tante Sophie Muller .

## Carrière
La carrière de Mae Muller début lorsqu'elle enregistre son premier titre, Close, en 2017. Elle collabore ensuite avec un ami musicien pour réaliser des démos et les publier sur SoundCloud, ce qui lui permet d'acquérir une certaine popularité sur la plateforme.
Une vidéo d'elle en train de chanter, qu'elle a publiée sur Instagram, lui permet de se faire remarquer par un manager. Son premier EP, intitulé After Hours, sort en février 2018, suivi d'un autre, Frankly, en septembre de la même année,. Toujours en 2018, elle signe chez Capitol Records UK.
Le 5 avril 2019, Mae Muller a réuni ses premières chansons dans un album, Chapter 1. Elle a ensuite accompagné Little Mix sur leur tournée LM5 2019 : The Tour.
Elle sort ensuite un single intitulé Therapist, qu'elle avait interprété lors de la tournée. Elle annonce par la même occasion sa première tournée en tant qu'artiste principale, qui passe par cinq villes britanniques. Son troisième EP, intitulé No One Else, Not Even You, sort le 6 novembre 2020.
En 2021, elle apparaît en tant que chanteuse invitée sur When You're Out avec Billen Ted.
Elle a ensuite rejoint le collectif d'artistes suédois Neiked et le rappeur américain Polo G sur le single Better Days,.
Le 3 mars 2023, Muller sort un single en collaboration avec Sigala, Caity Baser et Stefflon Don, intitulé Feels This Good. Le 9 mars 2023, Muller a été annoncé comme la représentante du Royaume-Uni au Concours Eurovision de la chanson 2023 à Liverpool. Sa chanson, intitulée I Wrote a Song, sort le même jour, accompagnée d'un clip vidéo.
Le 30 septembre 2023 Mae Muller dévoile son premier album intitulé Sorry I'm Late contenant les titres précédemment dévoilés I Just Came To Dance, Me, Myself & IGarfunkel, Better Days en collaboration avec Neiked et Polo G ainsi son titre interprété à l'Eurovision I Wrote A Song. Cet album d'une durée de 48 min et 20 s, comptant 17 titre et comprenant une collaboration avec l'artiste Dylan sera suivi de sa version deluxe sorti le même jour Sorry I'm Late... Again.

### À l'Eurovision
En tant que représentante du Royaume-Uni, pays hôte et membre du Big Five, Mae est qualifiée d'office pour la finale du samedi 13 mai 2023. Elle se classe 25e sur 26.
La participation de Muller a l'Eurovision aura fait débat dans la sphère politique du Royaume-Uni et aura de mauvaises répercussions sur la carrière en plein essor de la chanteuse. En effet malgré des pronostics prometteurs en faveur du Royaume-Uni de la part des bookmakers, le plaçant à la 9e place ce sera donc une décevante avant-dernière-place du pays à la suite de la deuxième place de l'année passée.
Avec un score total de 24 points le Royaume-Uni se place juste devant l'Allemagne, encore au plus bas du classement de l'Eurovision. La performance de Mae Muller, malgré une scénographie très bien exécutée avec Marvin Dietmann à la direction scénique et accompagnée de 4 danseurs ce sera la prestation vocale de la chanteuse qui pénalisera le pays, jugée trop « faible ».

## Influences
Mae Muller cite Gwen Stefani, Lily Allen et Florence and the Machine comme ses influences musicales. Elle a grandi en écoutant les artistes préférés de sa mère, dont The Chicks, ou encore Simon and Garfunkel.

## Discographie

### Albums
- 2023 – Sorry I'm Late

### Compilation
- 2019 – Chapter I

### EP
- 2018 – After Hours
- 2018 – Frankly
- 2020 – No One Else, Even You

### Singles
- 2018 – Close
- 2018 – Jenny
- 2018 – The Hoodie Song
- 2018 – Pull Up
- 2018 – Busy Tone
- 2019 – Leave It Out
- 2019 – Anticlimax
- 2019 –  Dick
- 2020 – Therapist
- 2020 – I Don't Want Your Money
- 2020 – So Annoying
- 2020 – HFBD
- 2020 – Dependent
- 2021 – Better Days (avec Neiked et Polo G)
- 2022 – American Psycho (avec Marshmello et Trippie Redd)
- 2022 – I Just Came to Dance
- 2023 – Feels This Good (avec Sigala et Caity Baser feat. Stefflon Don)
- 2023 – I Wrote a Song
- 2023 - Me, Myself & I